# Henry d'Arles
Jean Henry, dit Henry d'Arles, né à Arles le 13 février 1733 et mort à Marseille le 28 septembre 1784 est un peintre français.

## Biographie
Fils d'un commis au bureau des fermes d'Arles, Jean Henry est, dès son plus jeune âge, passionné par le dessin. Il est présenté au peintre Jean-Joseph Kapeller venu à Arles décorer le salon de l'hôtel des fermes. Kapeller reconnaît en lui une véritable vocation et l'emmène à Marseille pour le prendre pour élève à l'académie de peinture qu'il vient de créer en 1752. Henry sort en 1753 lauréat du premier concours organisé par cette académie.
Claude Joseph Vernet, venu à Marseille pour peindre le port, demande à Kapeller de lui adjoindre un de ses élèves pour l'assister. Henry obtient cette place ; il sera ainsi grandement influencé par ce célèbre peintre, ce qui lui vaudra le surnom dérisoire de singe de Vernet. Il fréquente le port de Marseille, les quais, les chantiers de construction et n'hésite pas à s'embarquer par jour de tempête pour mieux se pénétrer des grands spectacles de la nature.
Grâce à un généreux bienfaiteur, le riche amateur Jean-Baptiste Rey, Henry peut séjourner deux ans à Rome pour se perfectionner dans l'art de la peinture. Il rentre d'Italie en pleine maturité de son talent avec le surnom d'Henry d'Arles. En 1755, il est agréé à l'Académie de peinture et reçu en 1756 avec son tableau Une Tempête (musée des beaux-arts de Marseille). Il est nommé en 1776, à la mort de Zirio, professeur à l'Académie. Il a décoré non seulement l'hôtel de son bienfaiteur Jean-Baptiste Rey mais aussi celui de Guillaume de Paul, lieutenant-général de la sénéchaussée de Marseille ; ce dernier possédait également plusieurs tableaux peints par Henry. Il est surtout connu pour ses marines et des scènes mythologiques.
Il meurt le 14 septembre 1784, le jour de son cinquantième anniversaire des suites d'une opération de la pierre.

## Œuvres dans les collections publiques

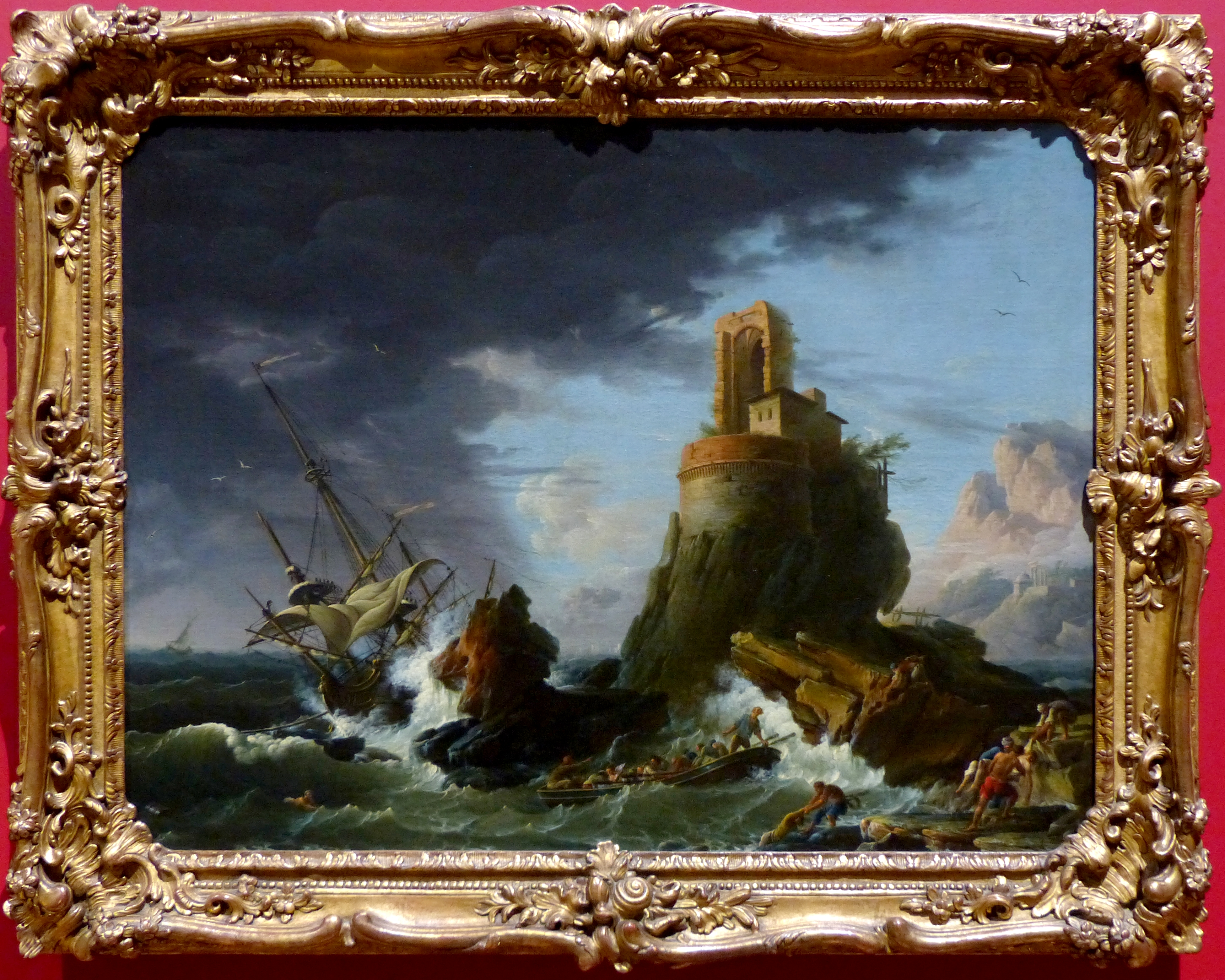
Une tempête (1756), musée des Beaux-Arts de Marseille.

- Carcassonne, musée des Beaux-Arts :
  - Magasin de blé au bord du Tibre[4] ;
  - Intérieur d'une grande cave[5].
- Grenoble, musée de Grenoble : Marine, effet de brouillard[6].
- Marseille, musée des Beaux-Arts :
  - Pan et Syrinx[7],[8];
  - Léda et le cygne[9] ;
  - Une tempête[10].
- Montauban, musée Ingres-Bourdelle : Marine[11].
- Toulon, musée d'Art de Toulon :
  - Marine pittoresque, huile sur toile, 73 × 98 cm[12] ;
  - Entrée de port, huile sur toile, 37 × 63 cm[13] ;.

Œuvres d'Henry d'Arles
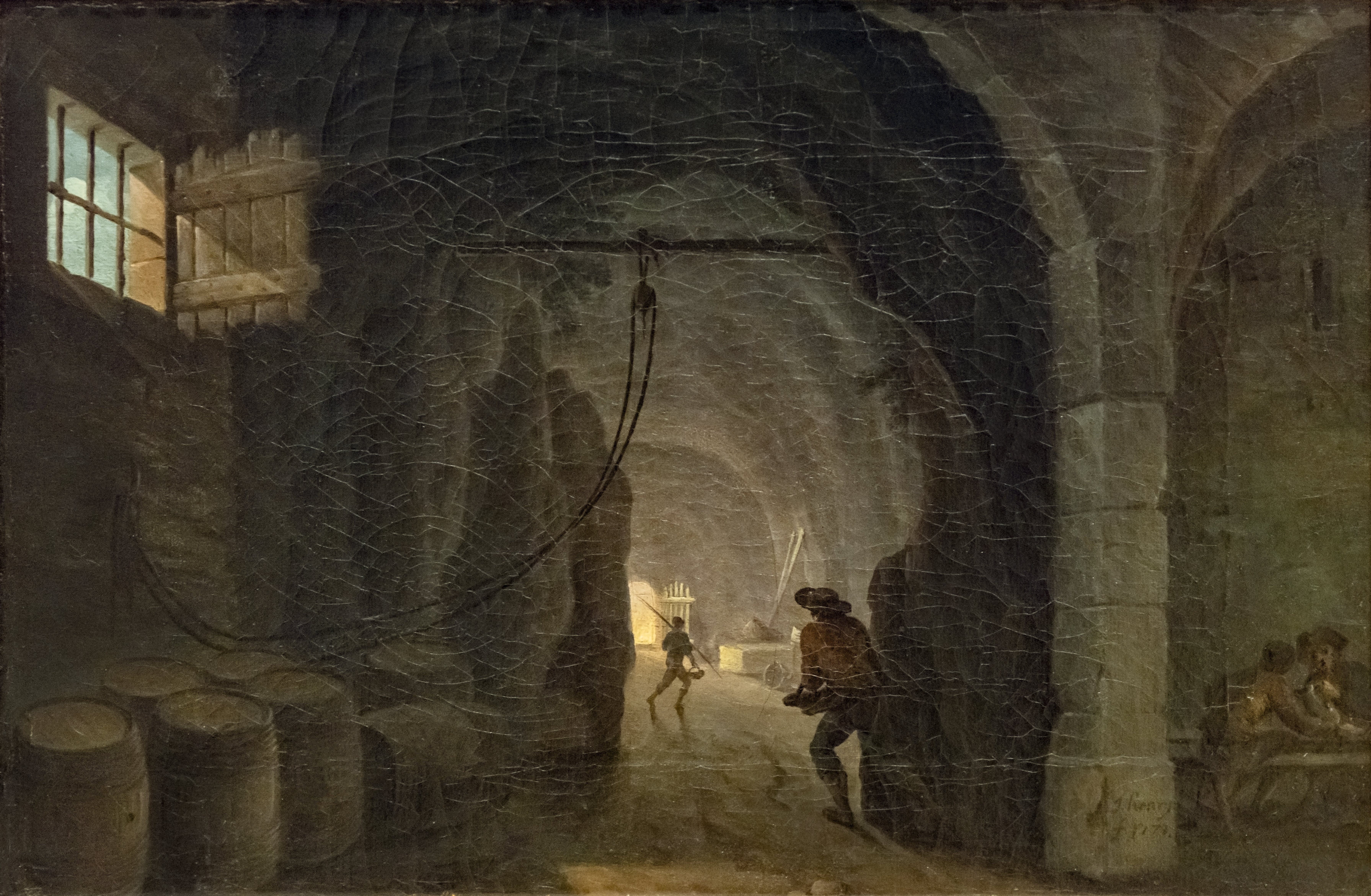
Intérieur d'une grande cave, musée des Beaux-Arts de Carcassonne.
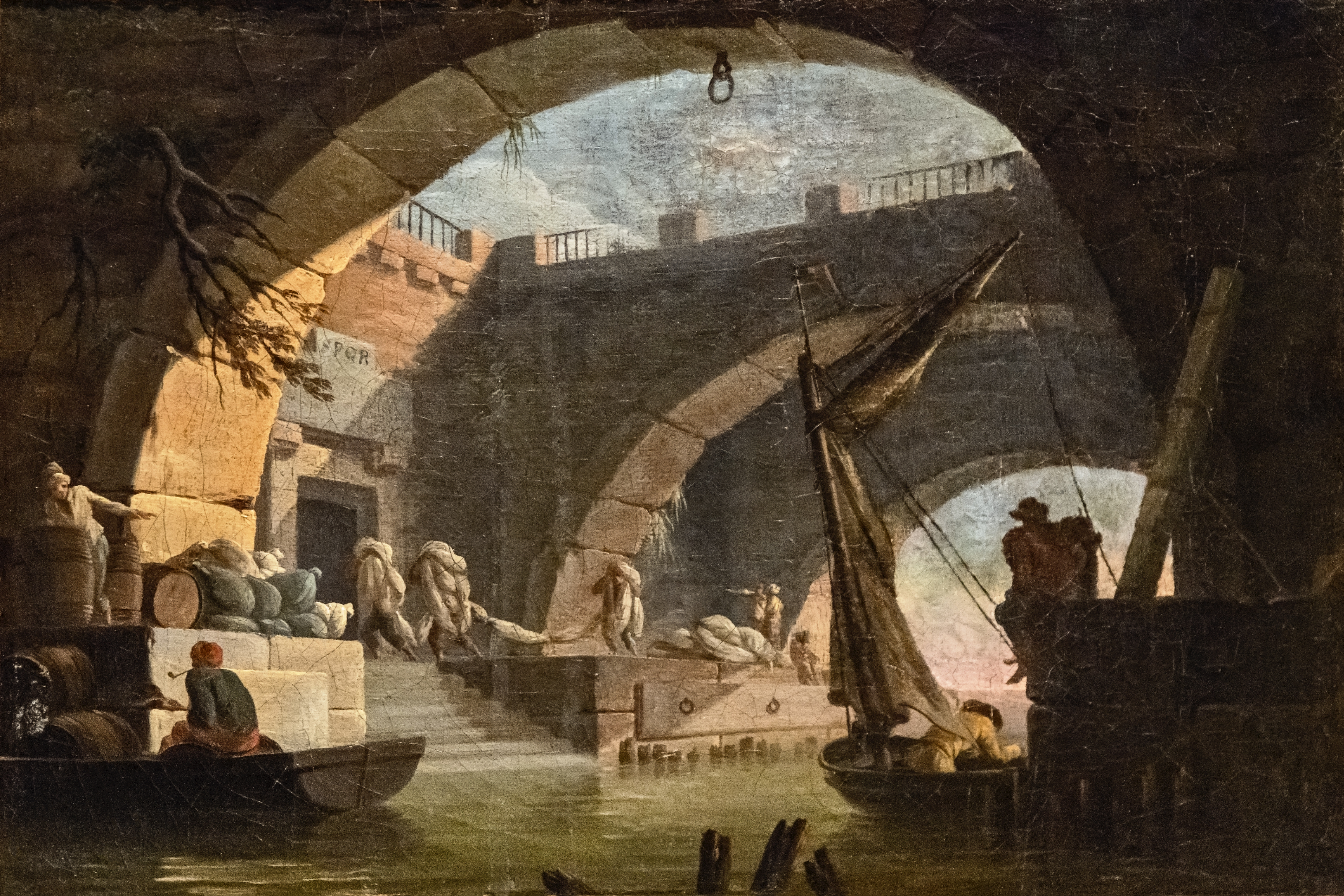
Magasin de blé sur les bords du Tibre, musée des Beaux-Arts de Carcassonne.
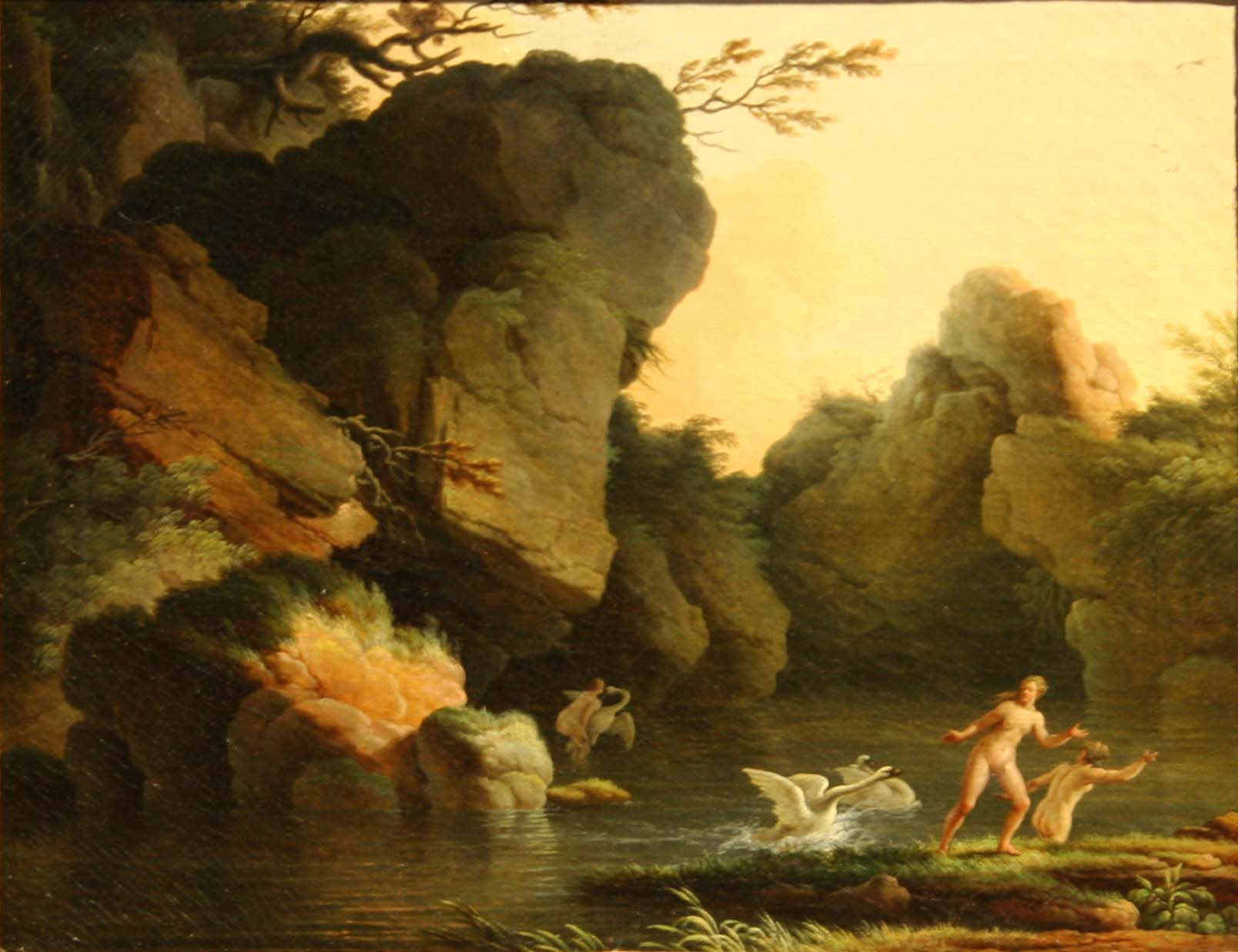
Léda et le cygne, musée des beaux-arts de Marseille.
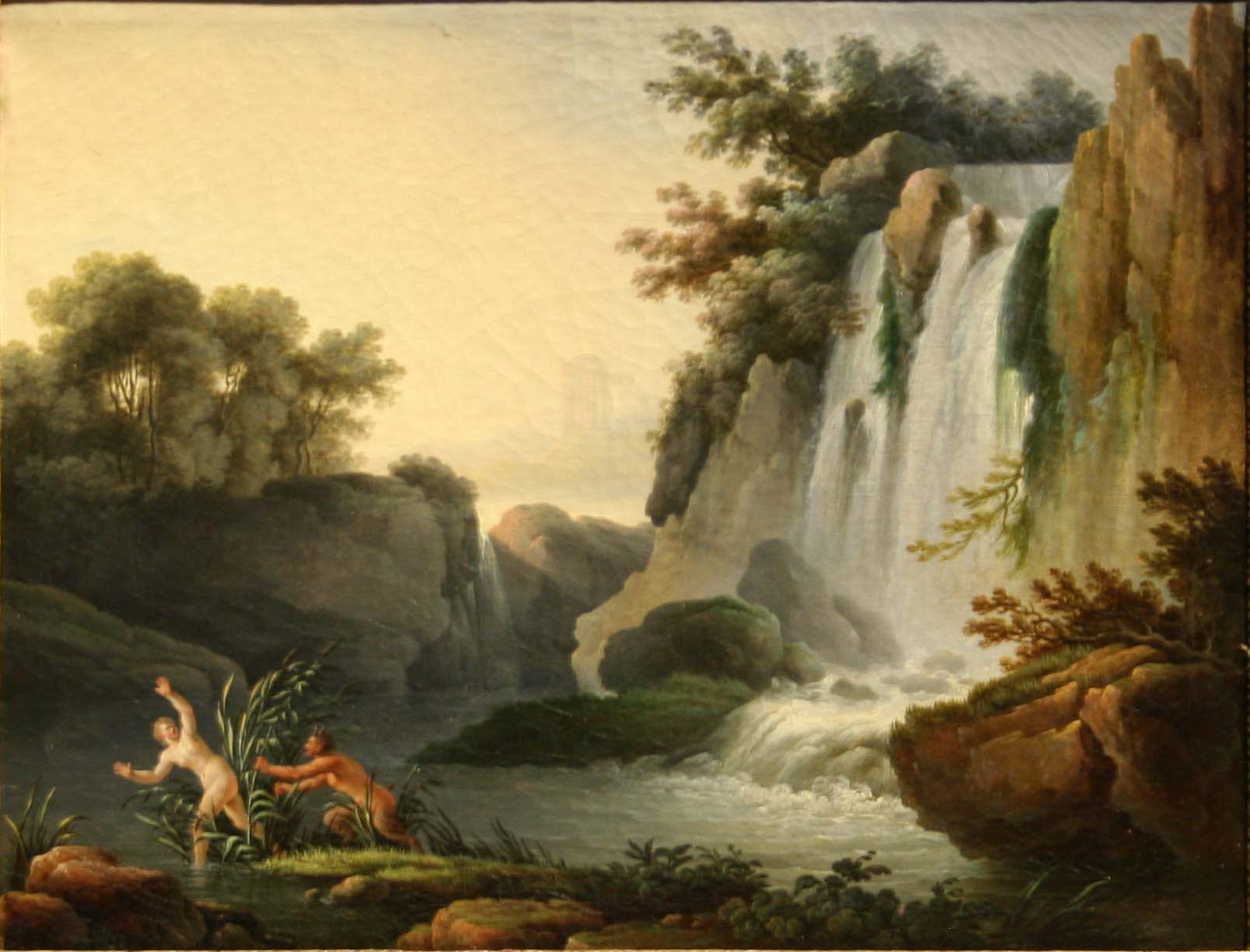
Pan et Syrinx, musée des beaux-arts de Marseille.
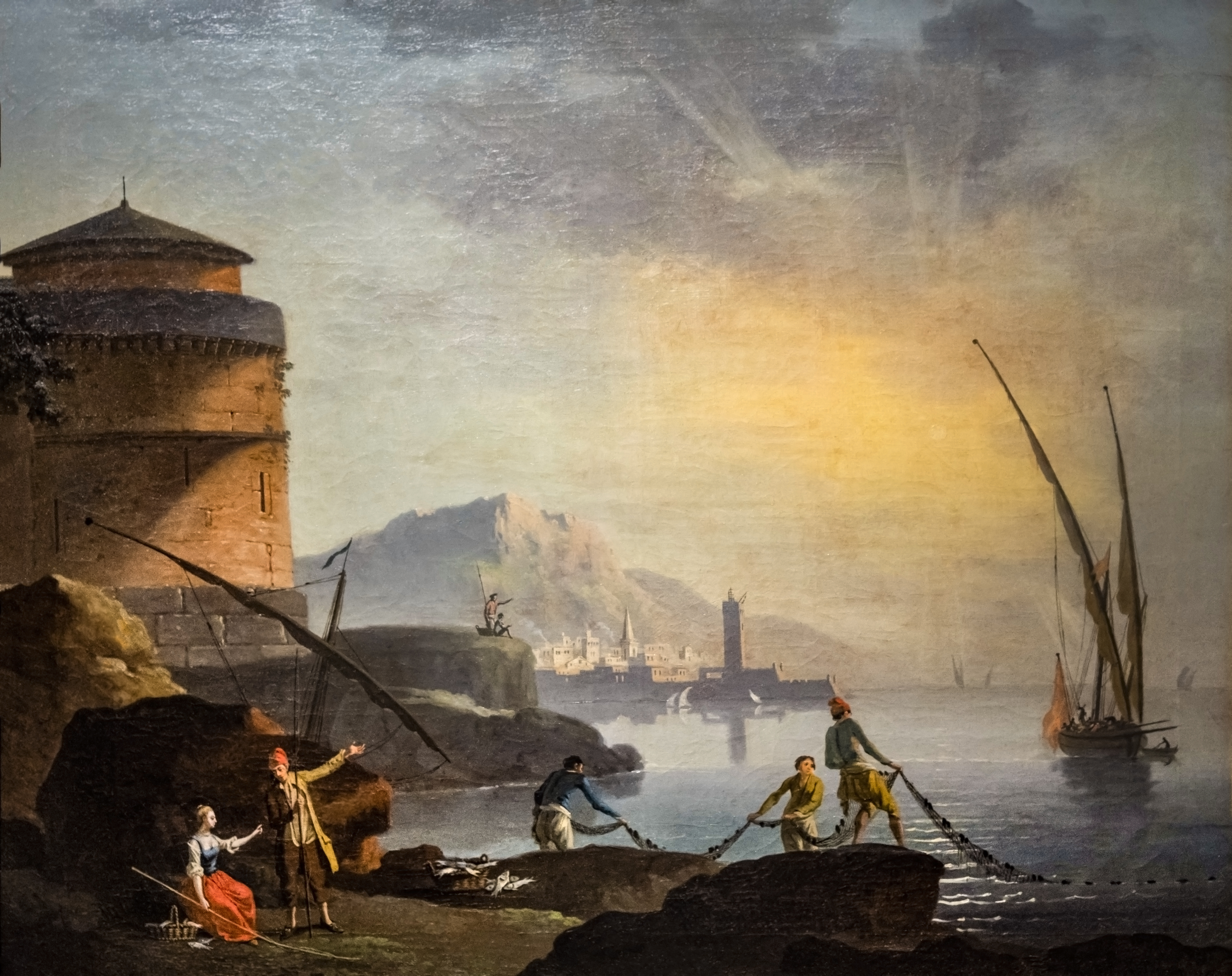
Marine, Montauban, musée Ingres-Bourdelle.
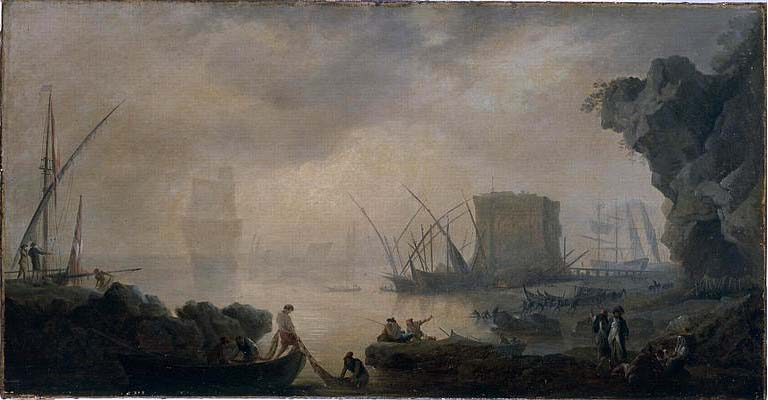
Marine, effet de brouillard, musée de Grenoble.
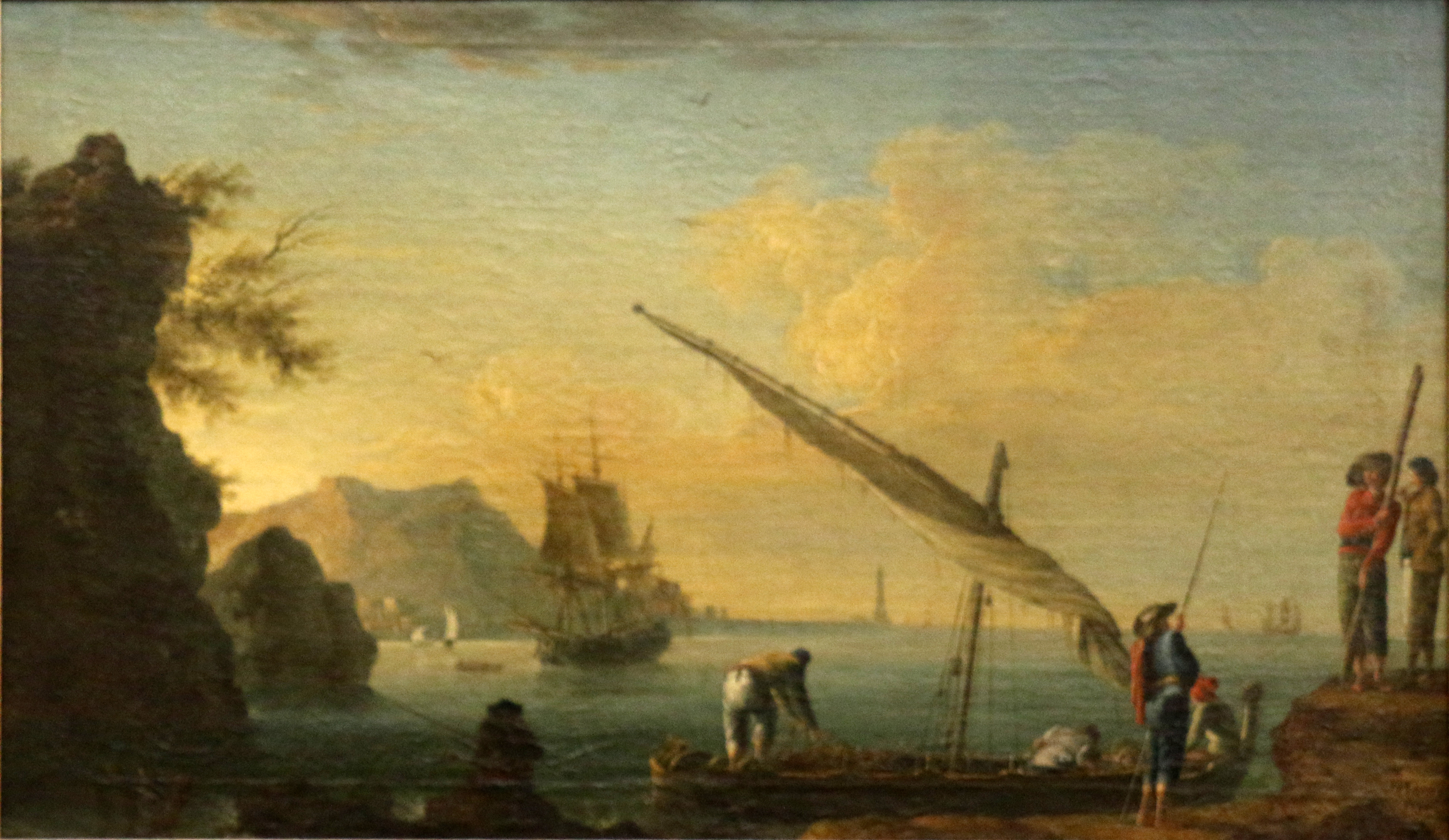
Entrée de port, musée d'Art de Toulon.
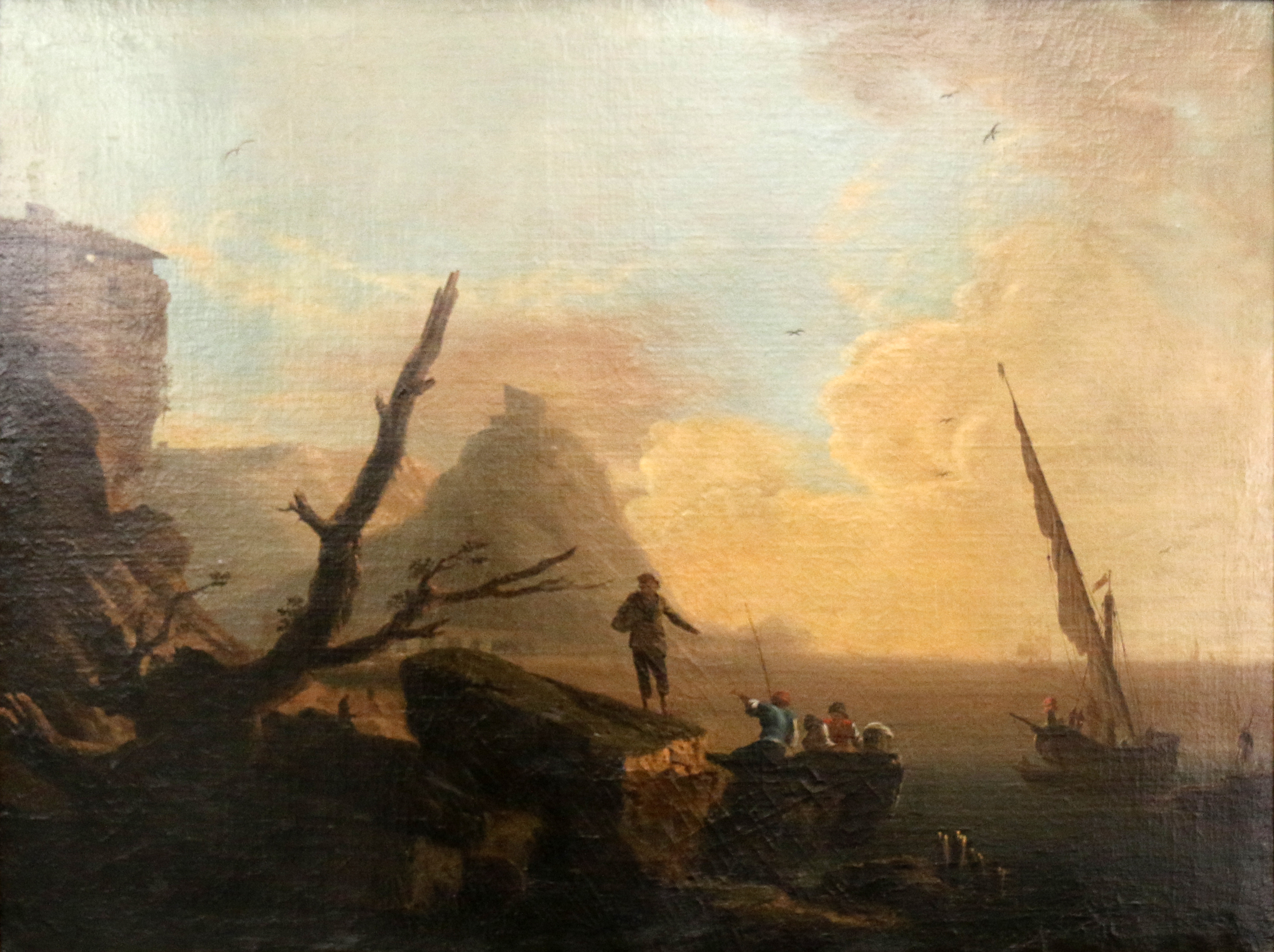
Marine pittoresque, musée d'Art de Toulon.